# OpenAPS
Projekt Open APS (Open source Artificial Pancreas System) je otevřený software, jehož cílem je zpřístupnit základní technologii „umělé slinivky“ všem diabetikům bez mnohaletého čekání na výsledky klinických zkoušek a schválení regulačními autoritami.
Mottem projektu je #WeAreNotWaiting to reduce the burden of Type 1 diabetes (volně přeloženo Nečekáme, až nám diabetes 1. typu poškodí zdraví).

## Historie
Projekt OpenAPS byl založen v roce 2013, kdy se Dana M. Lewis a Scott Leibrand dozvěděli o sdíleném softwaru, který vytvořil John Costik. Tento software (který také vedl k vývoji projektu monitorování cukrovky Nightscout) umožnil přenos dat kontinuálního monitorování glykémie do úložiště v cloudu. Dana Lewis, pacientka s diabetem 1. typu, nebyla spokojená se svým komerčním zařízením: alarm ohlašující hypoglykemii (která může být život ohrožující) byl příliš tichý na to, aby ji probudil ze spánku. Spolu s Leibrandem proto rozšířili software o hlasitý alarm. Po tomto počátečním projektu pak použili stejný software k vytvoření systému, který pomáhá při rozhodování o dávce inzulinu.
Automatizace rozhodování se stala „uzavřenou smyčkou“ pro komunikaci s inzulínovými pumpami Medtronic, umožňující získávání dat a vydávání příkazů pro dávkování inzulínu pumpám, které ji podporují. S touto aktualizací se systém stal „OpenAPS“.
Dana Lewis od té doby prezentovala OpenAPS na konferencích a vyšly o něm novinové články.

## Software
Software OpenAPS může běžet na malém počítači, jako je Raspberry Pi nebo Intel Edison, a automatizuje podávání inzulínu inzulinovou pumpou tak, aby se hladina glukózy v krvi držela v cílovém rozmezí. Provádí to monitorováním dat CGM (continuous glucose monitoring) a pak na základě algoritmu určuje, jaká dávka inzulínu má být podaná. 
OpenAPS je podmnožinou širšího sociálního hnutí „CGM in the Cloud“, které zahrnuje aplikace AndroidAPS, Trio, xDrip nebo Nightscout, které uživatelům umožňují přístup k údajům o jejich krevním cukru v reálném čase. 
K březnu 2024 aplikaci OpenAPS používalo přes 3262 lidí po celém světě. Algoritmus OpenAPS ale využívá řada dalších aplikací, nejvíce rozšířená je AAPS (AndroidAPS), která má přes 10 000 uživatelů.
Prvotním tvůrcem a zakladatelem aplikace AAPS je český programátor Miloš Kozák, který ji v roce 2016 vyvinul pro svou dceru. Jeho motivem byla skutečnost, že cukrovka se i přes důsledné dodržování režimu někdy nechová očekávaným způsobem. Od počátku byl AAPS vyvíjen a vylepšován týmem dobrovolných aplikačních vývojářů a dnes aplikaci využívají diabetici 1. typu po celém světě.

## Absence schválení
OpenAPS není schválen regulačními autoritami, což může vzbuzovat pochybnosti, zejména proto, že každý uživatel si vytváří vlastní implementaci systému. OpenAPS zdůrazňuje, že uživatelé software využívají „na vlastní nebezpečí“. 
Na druhou stranu díky tomu, že software nečeká na certifikaci, může být jeho vývoj progresivnější. Mnohé inovace vzniklé v projektu, díky kterým uživatelé dosahují lepších hodnot při zvládání diabetu, jsou postupně přebírány komerčními systémy.